# Фелиш Моуринью
Фелиш Моуринью, полное имя Жозе Мануэл Моуринью Фелиш (порт. José Manuel Mourinho Félix, 17 июня 1938 года в Феррагуду — 25 июня 2017) — португальский футболист и футбольный тренер, игравший на позиции вратаря. Отец футбольного тренера Жозе Моуринью.

## Карьера игрока
Провёл 16 профессиональных сезонов. Выступал в двух клубах: «Витории» из Сетубала и «Белененсеше». В составе первого клуба дважды выиграл Кубок Португалии, неоднократно участвовал в Кубке Ярмарок. В составе второго клуба занял 2-е место в сезоне 1972/1973. Карьеру завершил в возрасте 36 лет.
В сборной провёл единственную игру в 1972 году на Кубке независимости Бразилии — это была встреча с Ирландией.

## Карьера тренера
В 1976 году стал играющим тренером «Белененсеша». Дебютом на высшем уровне стала работа с клубом «Амора», выигравшим первенство Второго дивизиона в 1980 году и вышедшим в Примеру. Также Фелиш работал с клубом «Риу Аве», где играл его сын. Это был единственный клуб, который под руководством Фелиша играл в Примере. Команда в сезоне 1983/1984 стала 9-й и вышла в финал кубка. В середине 1990-х годов тренировал команду «Витория» из Сетубала, которую ему удалось вернуть в Примеру. С ней он провёл серию из 12 победных игр.

## Титулы

### Игрок
- Кубок Португалии
  - Победитель: 1964-65, 1966-67
  - Финалист: 1961-62, 1965-66, 1967-68

### Тренер
- Победитель Второго дивизиона: 1978-79, 1979-80, 1980-81
- Победитель Третьего дивизиона: 1977-78
- Финалист Кубка Португалии: 1983-84

## Личная жизнь
Жена — Мария Жулия Карражола душ Сантуш (родилась в 1939 году). Дети: Тереза (1960—1996) и Жозе (1963 г. р.).